# UB 2
UB 2 war ein deutsches U-Boot des Typs UB I der Kaiserlichen Marine. Das Boot versenkte im Ersten Weltkrieg elf Schiffe und wurde 1920 in Deutschland abgewrackt.
Im Oktober 1914 erhielt die Germaniawerft den Auftrag für UB 2 und begann im November mit dem Bau. Mit kaum mehr als 28 m Länge verdrängte UB 2 127 t im aufgetauchten und 142 t im getauchten Zustand. Es war mit zwei Bugtorpedorohren, zwei Torpedos und einem an Deck montierten Maschinengewehr bewaffnet. Stapellauf und Indienststellung erfolgten im Februar 1915.
UB 2 war das einzige UB-I-Boot, dessen Transport nach Antwerpen nicht per Bahn erfolgte, sondern das auf dem Seeweg zur U-Flottille Flandern in Seebrügge überführt wurde. Unter dem Kommando von Werner Fürbringer versenkte es elf britische Schiffe mit insgesamt 1374 BRT. UB 2 verlegte im März 1916 zur U-Flottille Kurland und im Dezember desselben Jahres zur U-Schule. Da es am Ende des Krieges nicht mehr seetüchtig war, konnte es nicht mit dem Rest der deutschen U-Boot-Flotte in Harwich an die Briten übergeben werden. Im Februar 1920 wurde es von Stinnes in Deutschland abgewrackt.

## Planung und Konstruktion
Nach dem schnellen Vorstoßen des Deutschen Heers entlang der Nordseeküste zu Beginn des Ersten Weltkriegs verfügte die Kaiserliche Marine über keine U-Boote, die in den engen und seichten Gewässern vor der Küste Flanderns operieren konnten. Ursprünglich forderte das Reichsmarineamt kleine, rein elektrisch betriebene U-Boote mit 80 t Verdrängung und einem Torpedorohr, die per Bahn nach Antwerpen transportiert werden konnten. Nach der Überarbeitung durch die U-Boot-Inspektion entstand die eigentliche Konstruktion (Projekt 34) für den Typ UB I mit 125 t Verdrängung, 28 m Länge und zwei Torpedorohren, die das RMA Anfang Oktober 1914 genehmigte. UB 2 war eines der acht UB-I-Boote – UB 1 bis UB 8 – für welche die Germaniawerft knapp zwei Monate nach dem Beginn der Planungen am 15. Oktober 1914 den Auftrag erhielt.
Die Germaniawerft legte UB 2 gemeinsam mit UB 1 am 1. November 1914 auf Kiel. Am 13. Februar 1915 erfolgte der Stapellauf in Kiel. UB 2 war 28,1 m lang, 3,2 m breit und hatte einen Tiefgang von 3 m. Es verfügte über nur eine Antriebswelle, an die ein 45 kW (60 PS) leistender Daimler-4-Zylinder-Dieselmotor für die Überwasserfahrt und ein Siemens-Schuckert-Elektromotor mit 89 kW (120 PS) für die Fahrt unter Wasser gekuppelt waren. Damit konnte es maximal 6,5 kn (12 km/h) über Wasser und 5,5 kn (10,2 km/h) unter Wasser erreichen. Bei Überwasserfahrt hatte es eine Reichweite bis zu 1.650 sm (3.056 km) und mit einer Batterieladung kam es unter Wasser bis zu 45 sm (83 km) weit. Wie alle Boote seiner Klasse war es für eine Tauchtiefe von 50 m ausgelegt und konnte aufgrund der vielen Flutöffnungen seiner Tauchtanks in 22 Sekunden tauchen.
UB 2 war mit zwei 45-cm-Torpedos in zwei Bugtorpedorohren bewaffnet. Ein 8-mm-Maschinengewehr konnte an Deck aufgebaut werden. Die Besatzung bestand aus einem Offizier und 13 Unteroffizieren und Mannschaften.

## Einsätze

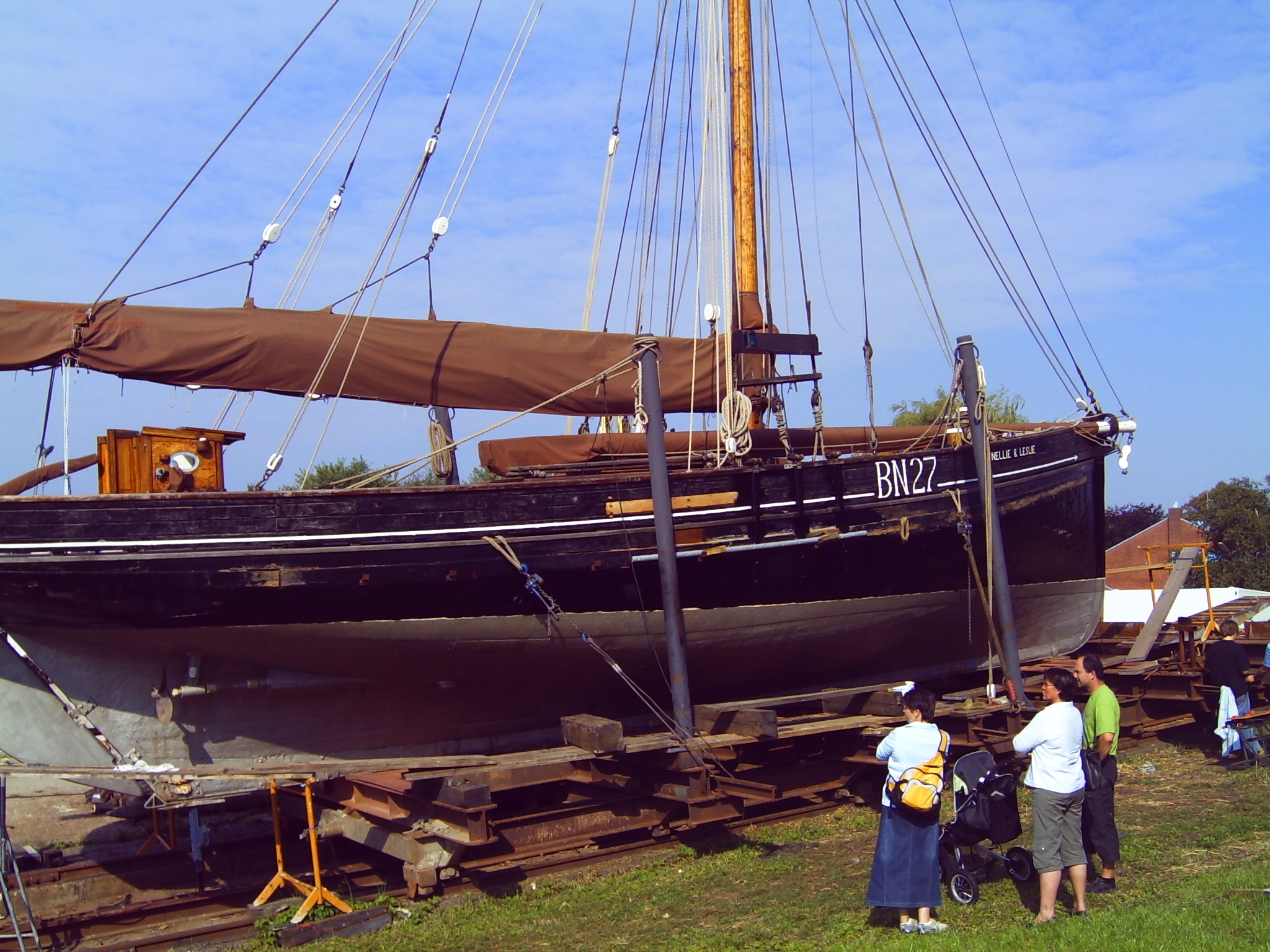
Britischer Kutter

Oberleutnant zur See Werner Fürbringer, ein 26 Jahre alter Braunschweiger, stellte UB 2 für die Kaiserliche Marine am 20. Februar 1915 in Dienst.
Nach der Erprobung überführte Werner Fürbringer UB 2 vom 8. bis 10. Mai 1915 auf dem Seeweg zur U-Flottille Flandern in Seebrügge. Damit war es das einzige UB-I-Boot, das nicht auf dem Schienenweg nach Antwerpen verfrachtet wurde. Zu dem Zeitpunkt, als UB 2 bei der Flottille eintraf, war die im Februar begonnene erste deutsche U-Boot-Offensive in vollem Gange. Während dieses Feldzugs erklärte Deutschland das Seegebiet um die britischen Inseln zum Sperrgebiet, in dem alle feindlichen Schiffe zu versenken seien. Schiffe neutraler Länder würden nicht angegriffen, es sei denn, sie könnten als unter falscher Flagge fahrende Feindschiffe identifiziert werden.
Zunächst waren die Unternehmungen der UB-I-Boote der U-Flottille Flandern auf Patrouillenfahrten in den Hoofden, dem südlichen Teil der Nordsee zwischen Großbritannien und den Niederlanden und Belgien, begrenzt. Am 9. und 10. Juni, während einer Patrouille in diesem Gebiet, 50 sm (93 km) bis 60 sm (111 km) südöstlich von Lowestoft, versenkte UB 2 sechs britische Fischkutter mit einer Gesamttonnage von knapp 300 BRT. Alle sechs Fahrzeuge – britische Kutter mit ockerroten Segeln getakelt – wurden gestoppt, vom Prisenkommando von UB 2 geentert und mit Sprengpatronen versenkt.
Nachdem UB 6, ein Schwesterboot von UB 2, Ende Juni einen Weg durch das britische U-Boot-Netz und die Minenfelder in der Straße von Dover erkundet hatte, begannen die Boote der Flottille im westlichen Teil des Ärmelkanals zu patrouillieren. UB 2, UB 5 und UB 10 konnten ebenfalls bald ihre Patrouillentätigkeit im Ärmelkanal aufnehmen. Obwohl keines der Boote ein Schiff versenkte, bewiesen ihre erfolgreichen Fahrten, dass die britischen Sperrmaßnahmen in der Straße von Dover umgangen werden konnten.
Während der folgenden Operation gegen alliierte Schiffe kam es auf UB 2 am 1. Juli 1915 zu einer folgenschweren Havarie vor Le Havre: Die Kupplung zwischen Diesel- und Elektromotor brach mitten im Ärmelkanal und konnte mit Bordmitteln nicht mehr repariert werden. Das Boot hatte zu diesem Zeitpunkt noch eine Batteriekapazität für ca. 3 bis 4 Stunden bei halber Fahrt. Um UB 2 nicht selbstversenken zu müssen, entschied sich Fürbringer, das Boot mit den Gezeiten durch den Kanal treiben zu lassen. Wenn die Tiede umsprang, wurde es – um nicht zurückgetrieben zu werden – auf Grund gelegt. Zusätzlich fertigte die Besatzung ein improvisiertes Hilfssegel, das am Sehrohr gehisst werden konnte, und Ruder an. Mit viel Glück und unter Ausnutzung aller Möglichkeiten passierte UB 2 am 5. Juli die Netzsperren bei Kap Gris Nez. Erst am Folgetag konnte das Boot vom zur Suche nach UB 2 ausgesandten Schwesterboot UB 16 gefunden und anschließend nach Ostende eingeschleppt werden.
Am frühen Morgen des 28. August konnte UB 2 in der Gegend zwischen Corton und Yarmouth den britischen Navy Trawler Miura mit einem Torpedoschuss versenken. Am Vormittag gab es ein Gefecht mit einem britischen Q-Ship, vor dem UB 2 aufgrund einer Ladehemmung beim MG und eines Torpedofehlschusses zweimal schnelltauchen musste. Die U-Boot-Falle Pet LT 560 konnte sich absetzen. Anfang des nächsten Monats versenkte UB 2 mit der Unterstützung von UB 16 44 sm (81 km) ostsüdöstlich von Lowestoft die britischen Fischkutter Constance mit 57 BRT und Emanuel mit 44. BRT Drei Tage später konnte nach dem Beheben einer Maschinenstörung noch der 47-BRT-Kutter Boy Ernie 58 sm (107 km) östlich von Cromer versenkt werden. Wie im Juni wurden die drei Kutter gestoppt und mittels Sprengpatronen versenkt.
Nach der Versenkung der Lusitania im Mai 1915 und weiteren aufsehenerregenden Versenkungen im August (Arabic-Vorfall) und September forderten die Vereinigten Staaten Garantien für die Sicherheit US-amerikanischer Staatsbürger auf unbewaffneten Handelsschiffen. Als Reaktion darauf beendete der Chef des Admiralstabs der Kaiserlichen Marine, Henning von Holtzendorff, am 18. September die deutsche U-Boot-Offensive. Holtzendorffs Weisung befahl den Rückzug aller U-Boote aus dem Ärmelkanal und der Keltischen See und forderte die strikte Einhaltung der Prisenordnung. UB 2 konnte in den folgenden vier Monaten kein Schiff versenken.
Die Kaiserlichen Marine begann ihre zweite U-Boot-Offensive im Februar 1916, in der sie unter anderem bekanntgab, dass alle Feindschiffe, die sich innerhalb des Kriegsgebiets aufhielten, ohne Warnung versenkt würden. Am 26. Februar 1916 torpedierte und versenkte UB 2 das Frachtschiff Arbonne nahe bei Kentish Knock Feuerschiff. Mit 672 BRT war sie das letzte und größte der von UB 2 versenkten Schiffe. Keines der vierzehn Besatzungsmitglieder überlebte.
Anfang März 1916 erhielt Oberleutnant zur See Karl Neumann, der bisherige Kommandant von UB 13 und ehemaliger Klassenkamerad aus Fürbringers Kadettenzeit, das Kommando auf UB 2. Fürbringer kommandierte sechs weitere U-Boote und versenkte fast 100.000 BRT an Schiffsraum. Im Jahr 1933 veröffentlichte er seine Erinnerungen an seine Dienstzeit auf U-Booten während des Ersten Weltkriegs unter dem Titel Alarm! Tauchen!! U-Boot in Kampf und Sturm.
Anfang Februar 1916 erhielt die U-Flottille Flandern die ersten neuen und größeren Boote vom Typ UB II. Eine Woche nach der Kommandoübernahme Neumanns erfolgte im Zeitraum vom 15. März bis zum 4. April 1916 die Verlegung von UB 2 zur V. Halbflottille in Libau. Dort löste Oberleutnant zur See Thomas Bieber am 5. April Neumann ab. Oberleutnant zur See Harald von Keyserlingk folgte im Juli als Kommandant von UB 2. Während ihrer Dienstzeit bei der U-Flottille Kurland führte UB 2 mehrere Unternehmungen zur Sicherung der Ostseeküste bei Libau und zur Überwachung des Gebietes zwischen den Inseln Gotska Sandön und Ösel durch. Ab Dezember 1916 erhielt Keyserlingk den Befehl über UB 16 und UB 2 diente kurz bis Januar 1917 unter Waldemar von Fischer zur Schulung. Für Schulungszwecke wurden nach den Autoren R. H. Gibson und Maurice Prendergast im Krieg abgenutzte Boote verwendet, die für den aktiven Dienst nicht mehr geeignet waren.
Am Ende des Kriegs forderten die Alliierten die Übergabe aller deutschen U-Boote in Harwich.
UB 2 war eines der acht nicht mehr seetüchtigen U-Boote, die in Deutschland verblieben. Die anderen sieben waren U 1, U 2, U 4, U 17 und die UB-I-Boote UB 5, UB 9 und UB 11. Die Hugo Stinnes GmbH wrackte UB 2 ab dem 3. Februar 1920 ab.

### Kommandanten
| Zeitraum                          | Name                          | Unternehmung |
| --------------------------------- | ----------------------------- | ------------ |
| 20. Februar 1915 bis 7. März 1916 | OLt zS Werner Fürbringer      | 1–26         |
| 8. März 1916 bis 4. April 1916    | OLt zS Karl Neumann           | 27           |
| 5. April 1916 bis 1. Juli 1916    | OLt zS Thomas Bieber          | 28–33        |
| 2. Juli 1916 bis 3. Dezember 1916 | OLt zS Harald von Keyserlingk | 34–40        |
| Dezember 1916 bis Januar 1917     | OLt zS Waldemar von Fischer   |              |

### Flottillen
| Zeitraum                               | U-Flottille |
| -------------------------------------- | ----------- |
| 10. Mai 1915 bis 19. März 1916         | Flandern    |
| 19. März 1916 bis 3. Dezember 1916     | Kurland     |
| 4. Dezember 1916 bis 11. November 1918 | U-Schule    |

## Erfolge
| Datum         | Name                  | Typ          | Tonnage (BRT) | Nationalität           | Schicksal |
| ------------- | --------------------- | ------------ | ------------- | ---------------------- | --------- |
| 9. Juni 1915  | Britannia             | Fischkutter  | 43            | Vereinigtes Königreich | versenkt  |
| 9. Juni 1915  | Edward                | Fischkutter  | 52            | Vereinigtes Königreich | versenkt  |
| 9. Juni 1915  | Laurestina            | Fischkutter  | 48            | Vereinigtes Königreich | versenkt  |
| 9. Juni 1915  | Quivive oder Qui Vive | Fischkutter  | 50            | Vereinigtes Königreich | versenkt  |
| 9. Juni 1915  | Welfare               | Fischkutter  | 45            | Vereinigtes Königreich | versenkt  |
| 10. Juni 1915 | Intrepid              | Fischkutter  | 59            | Vereinigtes Königreich | versenkt  |
| 23. Aug. 1915 | Miura                 | Navy Trawler | 257           | Vereinigtes Königreich | versenkt  |
| 7. Sep. 1915  | Constance             | Fischkutter  | 57            | Vereinigtes Königreich | versenkt  |
| 7. Sep. 1915  | Emanuel               | Fischkutter  | 44            | Vereinigtes Königreich | versenkt  |
| 10. Sep. 1915 | Boy Ernie             | Fischkutter  | 47            | Vereinigtes Königreich | versenkt  |
| 26. Feb. 1916 | Arbonne               | Frachtschiff | 672           | Vereinigtes Königreich | versenkt  |
|               |                       | Gesamt:      | 1.374         |                        |           |

## Moderne Rezeption
Die Havarie am 1. Juli 1915 liefert die inhaltliche Grundlage für das Lied „Die Havarie“ der Band Kanonenfieber.